# Bignan (azienda)
La Bignan è stata una casa automobilistica francese attiva dal 1918 al 1931.

## Storia

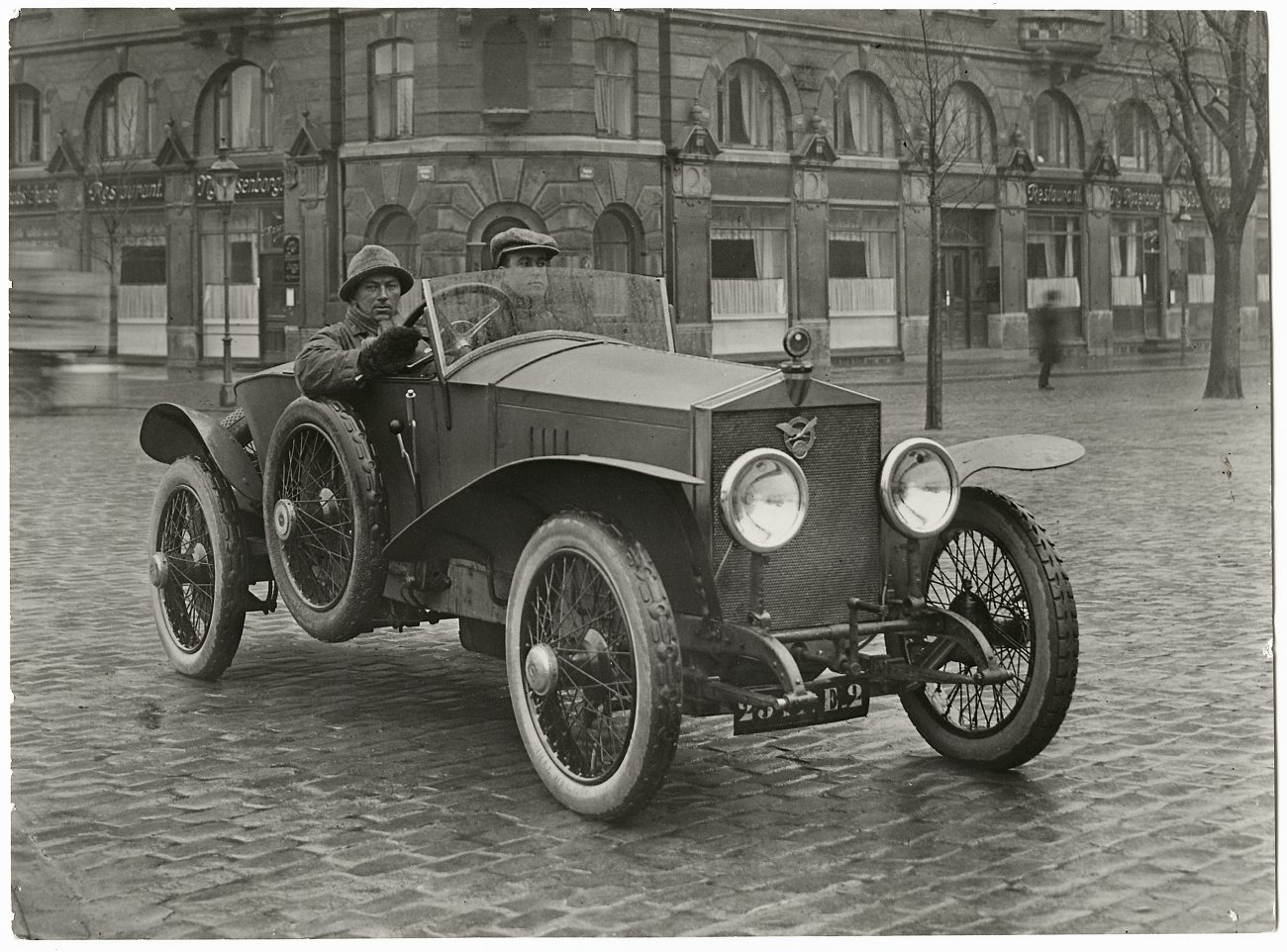
Una vettura Bignan in azione

Questa casa automobilistica fu fondata da Jacques Bignan (1888-1973), che fino a prima dell'avvento della Grande Guerra lavorava come costruttore di motori per altre case automobilistiche. L'azienda che portò il suo nome venne fondata con sede a Courbevoie, all'epoca uno dei centri principali in cui nacquero numerose case automobilistiche francesi. L'idea fu quella di costruire cyclecars, che in quei difficili anni successivi alla Prima Guerra Mondiale consentivano ad un più vasta fetta di popolazione di avvicinarsi al mondo delle corse con una tipologia di vettura relativamente economica rispetto ai mostri da Gran Premio dell'epoca. I primi modelli ad essere prodotti dalla Bignan furono delle Salmson costruite su licenza e l'assemblaggio avvenne presso il capannone della Grégoire, che si trovava in difficoltà economiche e che proprio grazie a tale attività riuscì ad avere una boccata di ossigeno. Il debutto della Bignan nelle competizioni avvenne nel 1920 al Gran Premio delle Voiturettes tenutosi a Le Mans. E già a partire dal 1921, la produzione autonoma dell Bignan decollò e il patron della casa di Courbevoie decise di cambiare genere di vetture, concentrandosi sui modelli di cilindrata intorno ai 3 litri. E fu proprio una di queste vetture ad aggiudicarsi il Gran Premio della Corsica con Albert Guyot al volante. Nel 1922 questi modelli vennero dotati di distribuzione desmodromica per ovviare alla mancanza di affidabilità delle soluzioni tradizionali, troppo lente se applicate a motori ad elevato regime di rotazione. 
Negli anni seguenti, la produzione si spostò ancora e si soffermò su vetture dotate di motori da 2 litri. Fu in questo periodo (1923-24) che i successi in campo sportivo si moltiplicarono, arrivando a comprendere la vittoria alla 24 ore di Spa e un podio alla 24 Ore di Le Mans. Da non dimenticare neppure la vittoria al Rally di Montecarlo del 1924, ottenuta da una vettura Bignan con motore da 2 litri e con testata a 4 valvole per cilindro.
Passato questo periodo d'oro cominciò la crisi: la Grégoire andò in fallimento lasciando in difficoltà la stessa Bignan che si trovò a dover costruire solo motori come all'inizio, ma senza tuttavia trovare molti acquirenti. Nel 1926 l'azienda venne rilevata dall'imprenditore Henri Précloux che continuò con la produzione di vetture, stavolta equipaggiate con motori Salmson, S.C.A.P. o C.I.M.E.. Ma la situazione stentò a migliorare e nel 1931, complice anche la Grande depressione, l'azienda chiuse i battenti.

## Palmarès sportivo

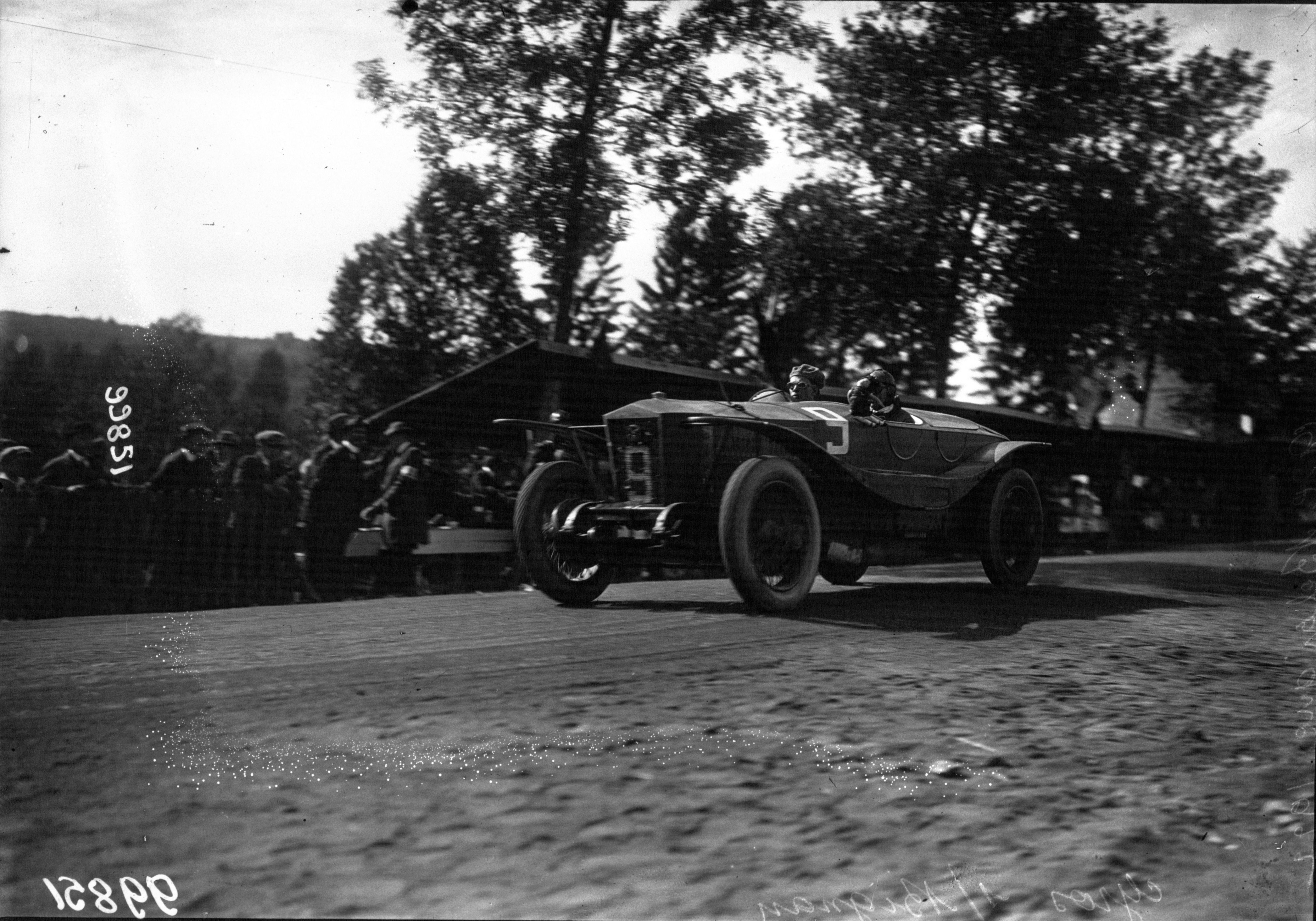
Una Bignan in azione in Belgio nel 1922

| Bignan: principali affermazioni in campo sportivo |                                           |                                     |                   |
| Data                                              | Evento                                    | Pilota                              | Posizione         |
| 1921                                              | Gran Premio automobilistico della Corsica | Albert Guyot                        | 1°                |
| 1923                                              | Gran Premio di Guipùzcoa                  | Eduardo Martin                      | 1°                |
| 1923                                              | 24 Ore di Le Mans                         | Paul Gros/Raymon de Tornaco         | 3°                |
| 1924                                              | Gran Premio di Guipùzcoa                  | Henri-Julien Matthys                | 1°                |
| 1924                                              | 24 Ore di Spa                             | Maurice Bequet/Henri Springuel      | 1°                |
| 1924                                              | Rally di Montecarlo                       | Jacques Edouard Ledure              | 1°                |
| 1925                                              | Circuit automobiles de Comminges          | "Goury"                             | 1°                |
| 1925                                              | Gran Premio della Marna                   | Pierre Clause                       | 1°                |
| 1925                                              | 24 Ore di Spa                             | Eduardo Martin/Henri-Julien Matthys | 1° (cat. 2 litri) |
| 1926                                              | Gran Premio di Germania                   | Pierre Clause                       | 1° cat.           |